# Порту-Феррейра
Порту-Феррейра (порт. Porto Ferreira)  —  муниципалитет в Бразилии, входит в штат Сан-Паулу. Составная часть мезорегиона Кампинас. Входит в экономико-статистический  микрорегион Пирасунунга. Население составляет 54 048 человек на 2006 год. Занимает площадь 243,906 км². Плотность населения — 221,6 чел./км².
Праздник города —  29 июля. 

## История
Город основан в 1896 году.

## Статистика
- Валовой внутренний продукт на 2003 составляет 492.989.371,00 реалов (данные: Бразильский институт географии и статистики).
- Валовой внутренний продукт на душу населения на 2003 составляет 9.663,43 реалов (данные: Бразильский институт географии и статистики).
- Индекс развития человеческого потенциала на 2000 составляет 0,802 ▲ (данные: Программа развития ООН).

## География
Климат местности: тропический. В соответствии с классификацией Кёппена, климат относится к категории Aw.